# Kinkō
Kinkō (錦江町 Kinkō-chō?) es un pueblo en la prefectura de Kagoshima, Japón, localizado al sur de la isla de Kyūshū. Tenía una población estimada de 6808 habitantes el 1 de marzo de 2021 y una densidad de población de 42 personas por km². El área total del pueblo es de 163,19 km²

## Geografía
Kinkō se encuentra en la costa oeste de la península de Ōsumi, frente a la bahía de Kinkō (bahía de Kagoshima) y la península de Satsuma al oeste. La mayor parte del área urbana está ocupada por la cordillera Kinomi (o cordillera Kunimi). La zona costera del oeste (anteriormente el centro del pueblo de Ōnejime) está separada de otras áreas por el acantilado formado por la caldera de Ata, y la meseta de Ōnejime se extiende al este. En el límite con el pueblo de Minamiōsumi, hay un cinturón de bosque perenne, y el monte Inao-dake está declarado Monumento Natural Nacional.

### Municipalidades adyacentes
Prefectura de Kagoshima
- Kanoya
- Minamiōsumi
- Kimotsuki

### Clima
Kinkō tiene un clima subtropical húmedo (clasificación climática de Köppen Cfa) con veranos calurosos e inviernos suaves. Las precipitaciones son considerables durante todo el año, siendo más intensas en verano, especialmente en junio y julio. La temperatura media anual en Kinkō es de 16,4 °C (61,5 °F). La precipitación media anual es de 2880,2 mm (113,39 pulgadas), siendo junio el mes más lluvioso. Las temperaturas máximas se alcanzan en agosto, con alrededor de 26,1 °C (79,0 °F), y las mínimas en enero, con alrededor de 6,6 °C (43,9 °F). La temperatura máxima registrada fue de 35,7 °C (96,3 °F), alcanzada el 18 de agosto de 2020, y la mínima, de -10,4 °C (13,3 °F), alcanzada el 25 de enero de 2016.

## Historia
La zona de Kinkō formaba parte de la antigua provincia de Ōsumi. Se han encontrado restos de los periodos Jomon y Yayoi dentro de los límites de la ciudad. Durante el periodo Heian, albergó una gran finca shōen gobernada por el clan Neshin hasta el periodo Sengoku. Durante el periodo Edo, la zona formó parte de las posesiones del Dominio Satsuma. Las aldeas de Ōnejime y Tashiro se fundaron el 1 de mayo de 1889 con la creación del sistema municipal moderno. Ōnejime fue elevada a pueblo en agosto de 1933, seguida por Tashiro en abril de 1961. Ambos municipios se fusionaron el 22 de marzo de 2005 para formar el pueblo de Kinkō.

## Economía
La economía de Kinkō, junto con los otros pueblos del sur de Ōsumi, se compone mayormente de la agricultura y la pesca comercial.

## Transporte

### Ferrocarril
Kinkō no cuenta con una estación de tren. La estación de tren más cercana es la estación Kagoshima-Chūō de Kyushu Shinkansen.

### Carreteras
- Ruta Nacional 269
- Ruta Nacional 448

## Demografía
Según los datos del censo japonés, la población de Kinkō ha disminuido constantemente en los últimos 70 años.
| Gráfica de evolución demográfica de Kinkō entre 1940 y 2015 |
|                                                             |
| Oficina de Estadística de Japón                             |